# Der Bunker – Hitlers Ende
Der Bunker – Hitlers Ende ist eine 2005 im Auftrag des ZDF unter der Leitung von Guido Knopp produzierte TV-Dokumentation des Regisseurs Jörg Müllner, die die letzten Tage im so genannten Führerbunker zeigt. Gegenstand sind die Ereignisse ab dem 20. April 1945, Hitlers letztem Geburtstag, bis zur Eroberung des Bunkers durch die Rote Armee. In diesen Zeitraum fällt die Heirat von Hitler und seiner langjährigen Lebensgefährtin Eva Braun am 29. April 1945, der gemeinschaftliche Selbstmord der Hitlers am 30. April 1945, der Mord der Eheleute Joseph und Magda Goebbels an ihren sechs Kindern sowie der anschließende Suizid der Eltern.
Zentrale Quelle des Films ist ein im Moskauer Staatsarchiv für Zeitgeschichte neu entdecktes Dossier („Akte No 462a – Bericht über Hitler und seine Umgebung“) über die Ereignisse, das das NKWD 1949 für Josef Stalin angefertigt hat. Es basiert auf den Verhören von Hitlers persönlichem Adjutanten, Otto Günsche, sowie seines Kammerdieners Heinz Linge und enthält bis dato nicht bekannte Einzelheiten. So soll Fegelein, SS-Verbindungsmann Himmlers im Führerhauptquartier, demnach nicht auf Betreiben Hitlers erschossen worden sein, vielmehr habe der SS-Mann Otto Günsche ein Exempel statuieren wollen. Auch die Frage, ob sich Hitler vergiftet oder erschossen habe, sei nach dieser Akte eindeutig zu beantworten: Hitler habe sich definitiv erschossen.
Darüber hinaus zeigt der Film Interviews mit Hitlers Sekretärin Traudl Junge und ehemaligen Offizieren wie Ulrich de Maizière und Bernd Freytag von Loringhoven. Als Experten kommen unter anderem die Hitler-Biografen Ian Kershaw und Joachim Fest zu Wort.
Die Erstausstrahlung erfolgte am Dienstag, dem 12. April 2005, um 20.15 Uhr im ZDF. Der Sender gibt eine Zuschauerzahl von 3,56 Millionen bei einem Marktanteil von 10,8 % an.